# Via Aquillia
Виа Аквилия (на латински: Via Aquillia) е древен римски път в Калабрия, Италия.
Конструиран е от римския проконсул Манлий Аквилий Гал от род Аквилии, който му дава името си през 65 пр.н.е. Пътят започва от Реджо ди Калабрия, като клон на Виа Апия от Капуа, до Вибо Валентия.